# Notre-Dame-de-l'Île-Perrot
Notre-Dame-de-l'Île-Perrot es una ciudad de la provincia de Quebec en Canadá. Es una de las ciudades que conforman la Comunidad metropolitana de Montreal y se encuentra en el municipio regional de condado de Vaudreuil-Soulanges en la región de Vallée-du-Haut-Saint-Laurent en Montérégie. Hace parte de las circunscripciones electorales de Vaudreuil a nivel provincial y de Vaudreuil-Soulanges a nivel federal.

## Geografía
Notre-Dame-de-l'Île-Perrot se encuentra ubicada en las coordenadas 45°23′00″N 73°53′00″O / 45.38333, -73.88333. Según Statistique Canada, tiene una superficie total de 27,8 km² y es una de las 1135 municipalidades en las que está dividido administrativamente el territorio de la provincia de Quebec.

## Demografía
Según el censo de Canadá de 2011, había 10 620 personas residiendo en esta ciudad con una densidad de población de 382,1 hab./km². Los datos del censo mostraron que de las 9885 personas censadas en 2006, en 2011 hubo un aumento poblacional de 735 habitantes (7,4%). El número total de inmuebles particulares resultó de 3768 con una densidad de 135,54 inmuebles por km². El número total de viviendas particulares que se encontraban ocupadas por residentes habituales fue de 3677.